# Stern von Betlehem

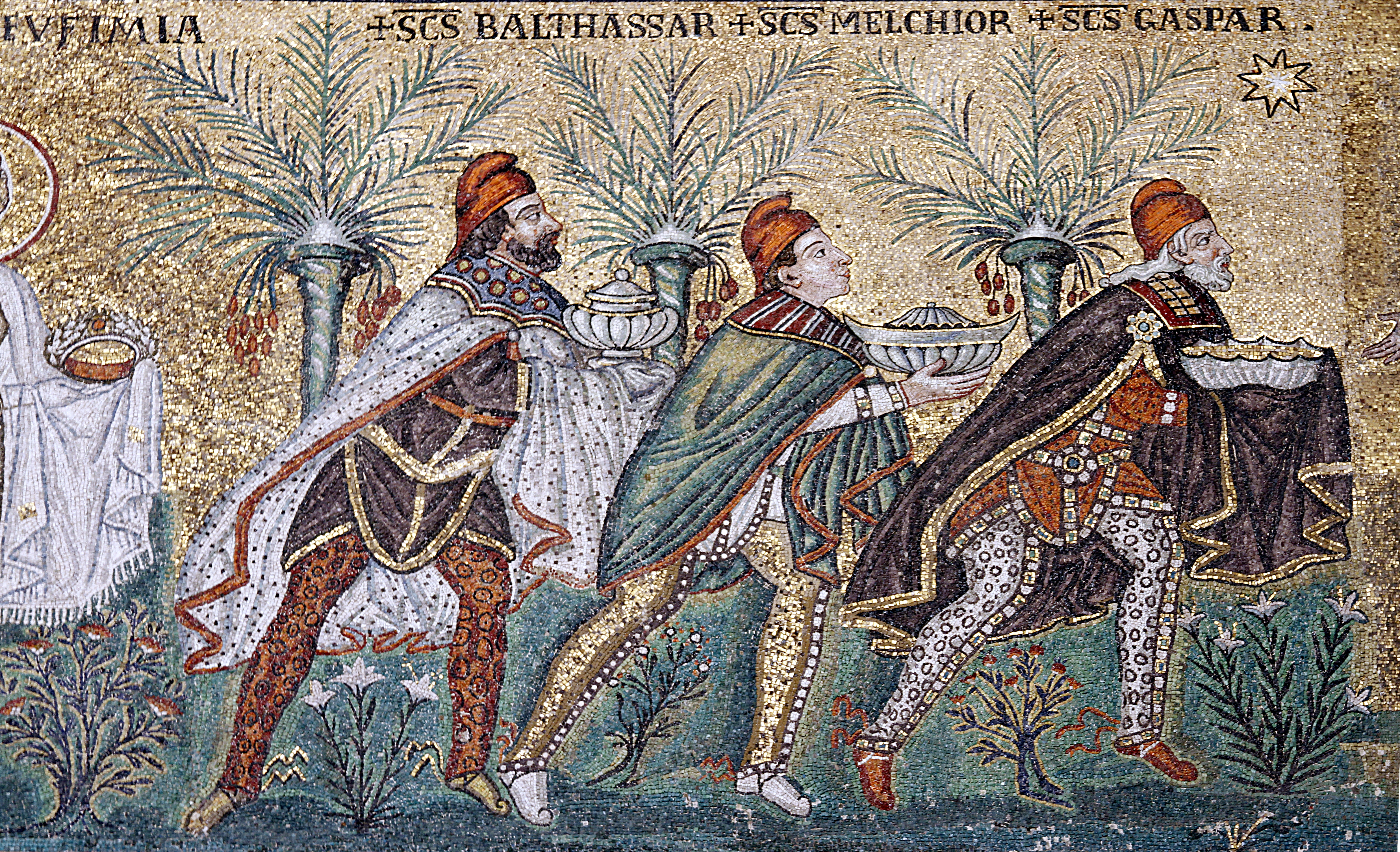
Die Weisen aus dem Morgenland (Mosaik aus Sant’Apollinare Nuovo in Ravenna, um 565)

Als Stern von Betlehem (auch: Dreikönigsstern, Weihnachtsstern oder Stern der Weisen) wird ein Erzählmotiv im Evangelium nach Matthäus bezeichnet: Laut Mt 2,1.9  führte ein „Stern“ Sterndeuter („Magier“ oder „Weise“) zum Geburtsort des Jesus von Nazaret. Christen feiern diese Episode als Epiphanias oder Dreikönigstag.
Seit der Spätantike bezogen astronomische und astrologische Theorien den „Stern von Betlehem“ auf verschiedene vor der Zeitenwende sichtbare Himmelsphänomene, in der Regel auf einen Kometen, eine Konjunktion oder Supernova, um Jesu Geburt genauer zu datieren. Aufgrund verschiedener Einwände ist keiner dieser Erklärungsversuche wissenschaftlich anerkannt.

## Biblischer Kontext
Die Episode der Auffindung des Geburtsorts Jesu in Mt 2,1-12  lautet:

„Als Jesus zur Zeit des Königs Herodes in Betlehem in Judäa geboren worden war, siehe, da kamen Sterndeuter aus dem Osten nach Jerusalem und fragten: Wo ist der neugeborene König der Juden? Wir haben seinen Stern aufgehen sehen und sind gekommen, um ihm zu huldigen. Als König Herodes das hörte, erschrak er und mit ihm ganz Jerusalem. Er ließ alle Hohepriester und Schriftgelehrten des Volkes zusammenkommen und erkundigte sich bei ihnen, wo der Christus geboren werden solle. Sie antworteten ihm: in Betlehem in Judäa; denn so steht es geschrieben bei dem Propheten: Du, Betlehem im Gebiet von Juda, / bist keineswegs die unbedeutendste / unter den führenden Städten von Juda; / denn aus dir wird ein Fürst hervorgehen, / der Hirt meines Volkes Israel. Danach rief Herodes die Sterndeuter heimlich zu sich und ließ sich von ihnen genau sagen, wann der Stern erschienen war. Dann schickte er sie nach Betlehem und sagte: Geht und forscht sorgfältig nach dem Kind; und wenn ihr es gefunden habt, berichtet mir, damit auch ich hingehe und ihm huldige! Nach diesen Worten des Königs machten sie sich auf den Weg. Und siehe, der Stern, den sie hatten aufgehen sehen, zog vor ihnen her bis zu dem Ort, wo das Kind war; dort blieb er stehen. Als sie den Stern sahen, wurden sie von sehr großer Freude erfüllt. Sie gingen in das Haus und sahen das Kind und Maria, seine Mutter; da fielen sie nieder und huldigten ihm. Dann holten sie ihre Schätze hervor und brachten ihm Gold, Weihrauch und Myrrhe als Gaben dar. Weil ihnen aber im Traum geboten wurde, nicht zu Herodes zurückzukehren, zogen sie auf einem anderen Weg heim in ihr Land.“

Historisch-kritische Neutestamentler ordnen die Geburtsgeschichten des Matthäus- und Lukasevangeliums als Legenden mit theologischen Aussageabsichten ein. Sie deuten den Stern in Mt 2,1.9 in der Regel als mythologisches oder symbolisches Verkündigungsmotiv. Damit weisen sie astronomisch-astrologische Theorien dazu als unwissenschaftliche Spekulationen zurück. Weil die Berichte legendarisch seien, sei es unmöglich, Motive wie den Stern auf damalige reale Vorgänge zu beziehen und zur Datierung von Jesu Geburt auszuwerten.
Der Philologe Franz Boll erklärte die Episode 1917 als an den damaligen Volksglauben angelehnte Wundergeschichte: Mit der Geburt eines Menschen entstehe ein Stern, der mit seinem Tod wieder erlösche; er sei umso größer und heller, je bedeutender dieser Mensch in seinem Leben werde. Auf diesen Volksglauben verweise die Formulierung „Wir haben seinen Stern gesehen“. Das hier verwendete Wort ἀστήρ bedeute in damaliger Literatur ausschließlich „Stern“; eine „Sternkonstellation“ oder ein „Sternbild“ sei damals ἄστρον genannt worden. ἀστήρ verhalte sich zu ἄστρον wie „Stern“ zu „Gestirn“, das sowohl einen Einzelstern als auch einen Sternenhaufen bezeichnen könne. Dagegen hielt Theodor Zahn (1922) die Sterndeuter in Mt 2,1–9 für historisch und nahm an, sie hätten eine reguläre Himmelserscheinung gesehen. Die griechischen Worte für „Stern“ oder „Gestirn(e)“ seien damals nur selten unterschieden worden.
Otto Betz (1981) verwies auf biblische Bezüge der Episode. Der aufgehende Stern (wörtlich „Stern im Aufgang“) spiele auf Num 24,17  an: „Es wird ein Stern aus Jakob aufgehen und ein Zepter aus Israel aufkommen…“. Dieser Vers aus den Bileam-Sprüchen kündigt einen Herrscher an, der Israels Feinde ringsum endgültig vernichten werde, und wird daher frühestens in die Regierungszeit von König David um 1000 v. Chr. datiert. Bileams Vorhersage wurde im Judentum zur Zeit Jesu auf den zukünftig erwarteten Messias bezogen. Für Ulrich Luz enthält Mt 2,1-12 jedoch keine direkten Sprachanalogien zur Bileamperikope. Der aufgehende Stern sei hier nur Wegweiser zum, nicht Sinnbild des Messias.
Dass die Frage der Sterndeuter in Mt 2,2 nach dem neugeborenen „König der Juden“ sich auf den Messias bezieht, zeigt die Reaktion des amtierenden jüdischen Herrschers Herodes in Mt 2,4 und der Tora-Gelehrten in Mt 2,5: Herodes fragt sie nach dem biblisch angekündigten Geburtsort des „Christus“ (Messias) und erhält als Antwort das Zitat von Mi 5,1 , das sich auf den Davidnachfolger aus Davids Geburtsort Efrata (Bethlehem) bezieht. Das Zitat, ein wahrscheinlich nachexilischer Zusatz, verknüpfte die Messiaserwartung mit dem Motiv der Völkerwallfahrt zum Zion, wo die Völker JHWHs Gebot des universalen Völkerfriedens hören und befolgen, all ihre Kriegsmittel abrüsten und Kriegführung verlernen würden (Mi 4,1-5 ; siehe Schwerter zu Pflugscharen). Der nachexilische Prophet Deuterojesaja beschrieb diese Völkerwallfahrt in Jes 60  als Folge der zukünftigen Selbstoffenbarung JHWHs auf dem Berg Zion: Daraufhin würden die Völker und ihre Vertreter zum „Lichtglanz deines Aufgangs“ (Jes 60,3) pilgern und dort reiche Gaben überbringen, darunter Gold und Weihrauch (Jes 60,5-7), und sich vor JHWHs Thron (dem Jerusalemer Tempel) niederwerfen (Jes 60,14). Das werde alle Gewalttat gegen und in Israel beenden (Jes 60,18). Betz versteht Mt 2,1-12 als narrative Vorwegnahme dieser biblisch angekündigten Völkerwallfahrt.
Dem kriegerischen Messiasbild stellten spätere Propheten des Tanach ein Messiasbild des gewaltlosen Friedensbringers gegenüber, etwa in Sach 9,9-10 . Auch die Logienquelle Q grenzte Jesus von der damaligen Erwartung eines Davidnachfolgers ab, der Israels übermächtige Feinde vernichten werde. Die Geburtslegende widerspricht dieser Erwartung ebenfalls: Der Messias kommt nicht, um Israels Feinde zu vernichten, sondern deren Weise suchen ihn, um ihn als Repräsentanten JHWHs, König der Juden und Heilsbringer der Völker zu ehren und ihm zu huldigen. Im Gegensatz dazu versucht der damalige König der Juden, Herodes, der sich als Nachfolger Davids legitimierte, den Messias zu töten. Erst einige Nichtjuden aus dem Ausland erinnern ihn an die Grenzen seiner Macht und daran, dass schon Mi 5,1 nicht die Hauptstadt Jerusalem, sondern das unscheinbare Dorf Bethlehem als Geburtsort des Messias angekündigt hatte.

## Antiker Hintergrund
Das ursprünglich persische Lehnwort magoi („Magier“) in Mt 2,1.7 bezeichnete im antiken Großreich Persien angesehene, weise und gelehrte Angehörige einer Priesterkaste, Astrologen, Traumdeuter und Heiler. Aus dieser Kaste gingen laut dem jüdischen Philosophen Philon von Alexandria auch große persische Könige hervor. Im Judentum erhielt die Bezeichnung auch negative Nebenbedeutungen („Betrüger“, „Gaukler“, „Scharlatan“). In Mt 2 ist der Ausdruck jedoch im Kontext positiv gemeint. Laut dem römischen Historiker Plinius reiste der König von Armenien Trdat I., ein „Magier“, im Jahr 66 mit anderen magoi nach Rom, fiel dort vor Kaiser Nero nieder, nannte ihn seinen Herrn und reiste dann auf einem anderen Weg zurück. Im Anschluss an Albrecht Dieterich (1901) wird oft irgendein Einfluss dieser damals weithin bekannten Episode auf die Erzählung Mt 2,1–12 angenommen.
Besondere Himmelsphänomene wurden in vielen Hochkulturen des Altertums auf wichtige historische Ereignisse bezogen. In den Großreichen Altägypten, Mesopotamien, Persien und Medien hatte die „Sternenkunde“ eine zentrale, staatserhaltende Tradition und Funktion. Dabei wurde noch nicht zwischen Sterndeutung (Astrologie) und Sternbeobachtung (Astronomie) unterschieden. Auch in der Philosophie der Antike war die Beobachtung des Sternenhimmels wesentlich zur metaphysischen Erklärung der Welt (Kosmologie).
Das Judentum grenzte sich von antiker Sternenkunde ab und verbot die Anbetung von Gestirnen als Gottheiten (unter anderem Dtn 4,19 ). Dennoch fassten auch Autoren der Bibel Himmelsphänomene als Hinweise auf besondere Geschichtsereignisse auf. Sie waren in der biblischen Prophetie jedoch meist Zeichen für das angekündigte Endgericht Gottes: Dabei würden Sterne „sich verfinstern“ (Joel 4,15 ) oder Sonne und Mond „sich verfinstern“ und „Sterne vom Himmel fallen“, wenn der Menschensohn zum Gericht erscheine (Mk 13,25 ).

## Kometentheorien

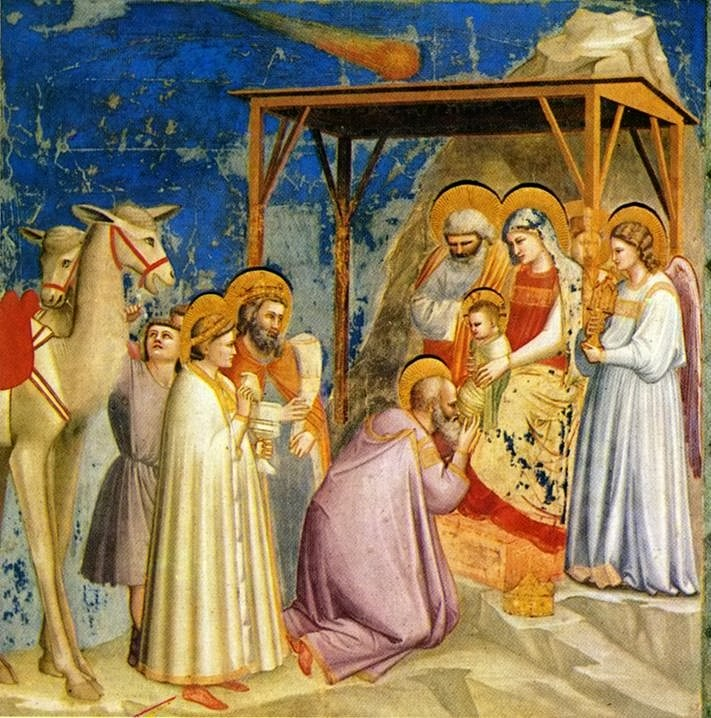
Giotto di Bondone: Anbetung der Könige, 1302

Die christliche Theologie des 2. Jahrhunderts, die vom Hellenismus und griechischer Metaphysik beeinflusst war, begann mit der Suche nach dem Stern von Betlehem. Der Theologe Origenes (185 bis etwa 253) meinte bereits, der Stern von Betlehem sei ein Komet gewesen, weil „bei dem Eintritt großer Ereignisse und gewaltiger Veränderungen auf Erden solche Sterne erscheinen“ und nach dem Stoiker Chairemon von Alexandria „manchmal auch bei dem Eintritt glücklicher Ereignisse erschienen seien“.
Seit Beginn des 14. Jahrhunderts stellen Künstler den Stern von Betlehem als Kometen dar. Giotto di Bondone aus Florenz hatte 1301 den Halleyschen Kometen beobachtet, von dem schon antike Quellen recht oft berichtet hatten. Zwei Jahre später stellte er den Stern von Betlehem auf seinem Fresko „Anbetung der Könige“ in der Cappella degli Scrovegni in Padua mit einem Kometenschweif dar.
Der Halleysche Komet war zwischen Oktober 12 v. Chr. und Februar 11 v. Chr. sichtbar, der Erde am nächsten war er am 29. Dezember 12 v. Chr. nach dem gregorianischen Kalender. Die Geburt Jesu wird dagegen zwischen 7 und 4 v. Chr. (Tod des Herodes) angesetzt.
Eine chinesische und eine koreanische Quelle berichteten jeweils von einer Kometenerscheinung im Jahr 5 oder 4 v. Chr.; eventuell meinen beide dasselbe Ereignis, wobei der koreanische Bericht einen Datierungsfehler enthalten hätte. Man nimmt an, dass es sich um eine Nova handelte.

## Konjunktionstheorien

### Johannes Kepler (ab 1604)
Seit dem Sassanidenreich im dritten Jahrhundert sahen Astrologen in einer großen Konjunktion (Begegnung) der Planeten Jupiter und Saturn Vorzeichen wichtiger historischer Ereignisse, etwa eines neuen Zeitalters, einer neuen Dynastie, der Geburt eines Propheten oder eines gerechten Königs. Jüdische Gelehrte wie Māschā'allāh ibn Atharī, Abraham ibn Esra und Levi ben Gershon folgten dieser Grundannahme. Manche ihrer Vorhersagen wurden im jüdischen Messianismus auf die Geburt des Messias bezogen.

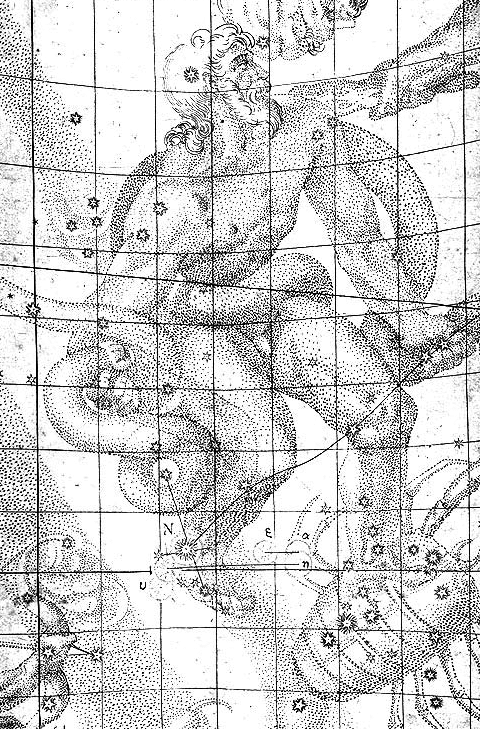
Illustration aus De Stella nova in pede Serpentarii, die die Position von Keplers Supernova angibt

Der Astronom Johannes Kepler kannte solche Berechnungen. Er beobachtete im Dezember 1603 am Morgenhimmel im Sternbild Schlangenträger eine Konjunktion zwischen Jupiter und Saturn. Im Herbst 1604 gesellte sich der Planet Mars am Abendhimmel zu den beiden Planeten. Ab 9. Oktober 1604 leuchtete in über 9 Grad Distanz dazu im gleichen Sternbild die Supernova 1604 auf. Kepler beobachtete sie ab dem 17. Oktober 1604 im „feurigen Dreieck“ der Tierkreiszeichen Widder, Löwe und Schütze, als sie eine scheinbare Helligkeit von −2,5m erreichte und damit der hellste Lichtpunkt am Abendhimmel wurde. Er konnte das Phänomen mit dem Wissen des 17. Jahrhunderts nicht erklären und vermutete daher, das Zusammentreffen der drei Planeten habe einen „neuen Stern“ verursacht. Daraus folgerte er, auf eine damals schon bekannte Versammlung von Jupiter, Saturn und Mars im Jahr 6 v. Chr. sei ebenfalls solch ein neuer Stern gefolgt. Um diesen mit dem Stern von Betlehem in Mt 2 gleichzusetzen und näher an Jesu Geburt zu rücken, datierte er die Konjunktion der drei Planeten jedoch falsch auf das Jahr 5 v. Chr.; Jesu Geburt datierte er auf 4 v. Chr. Kepler irrte sich dahingehend, dass Planetenkonjunktionen und Supernovae nicht kausal verbunden sind.
Später schloss Kepler einen Kometen oder einen neuen Stern als Kandidaten für den Stern von Betlehem aus, denn dieser sei eine Wundererscheinung gewesen, die sich in den unteren Schichten der Atmosphäre bewegt habe. In genau gleicher Weise hatte sich schon Tycho Brahe in seinem Bericht über die Supernova 1572 geäußert.
Keine bekannte Chronik berichtet von einem als Supernova interpretierbaren Himmelsereignis zeitnah nach jener Konjunktion.

### Konradin Ferrari d’Occhieppo (ab 1964)
Der Astronom und Astronomiehistoriker Konradin Ferrari d’Occhieppo wies seit 1964 in mehreren Publikationen auf die bereits von Kepler bemerkte und sehr seltene dreifache Konjunktion von Jupiter und Saturn im Zeichen der Fische hin. Diese schien gut in den ungefähren Zeitraum der Geburt Jesu zu passen. Laut d’Occhieppo musste ein babylonischer Astronom eine solche Konjunktion als Hinweis auf ein Ereignis in Israel (Judäa) verstehen, weil Jupiter der Planet des babylonischen Gottes Marduk gewesen sei, während Saturn als Planet des jüdischen Volkes gegolten habe. Der westliche Teil des Fischezeichens habe unter anderem für Palästina gestanden. Daraus hätten babylonische Astronomen folgern können: Königstern (Jupiter) + Israelschützer (Saturn) = „Im Westen (Sternbild der Fische) ist ein mächtiger König geboren worden.“

Der Südsternhimmel am 12. November 7 v. Chr. über Jerusalem

Die drei Konjunktionen ereigneten sich im Abstand von Monaten, so dass genug Zeit für eine Reise von Babylon nach Judäa gewesen sei. Den Ausdruck „Wir haben seinen Stern aufgehen sehen“ bezog d’Occhieppo auf das Beobachten des nahe beieinander stehenden Planetenpaares am dunkler werdenden Abendhimmel um den 15. September 7 v. Chr. herum. Damals seien die Sterndeuter nach Jerusalem aufgebrochen. Am 12. November 7 v. Chr., kurz nach Sonnenuntergang, hätten sie die Planeten Jupiter und Saturn in der Abenddämmerung direkt vor Augen gehabt, als sie von Jerusalem gen Süden auf das nur etwa zehn Kilometer entfernte Bethlehem zugeritten seien. Auf diesen konkreten Zeitpunkt beziehe sich Mt 2,10: „Als sie den Stern sahen, wurden sie hoch erfreut.“ Jupiter sei beim damaligen Abendaufgang 15-mal heller als Saturn gewesen und habe bei Sterndeutern besonderes Ansehen als Königsstern gehabt. Er sei der hier erwähnte Stern.
Nach dem Eintritt der astronomischen Dämmerung hätten die Sterndeuter an diesem 12. November das Planetenpaar an der Spitze des Zodiakallichtkegels stehen sehen. Es habe ausgesehen, als gehe das Licht von diesem Planetenpaar aus. Die Achse des Lichtkegels habe während der folgenden Stunden beständig auf das vor ihnen liegende Bethlehem gezeigt, dessen Häuser sich wie bei einem Scherenschnitt gegen das Zodiakallicht abzeichneten. Dadurch hätten sie den Eindruck gehabt, dass die Planeten – trotz der weiterlaufenden Drehung des Sternhimmels – über der Stelle stehenblieben, wo das Kind war. Demnach sei anzunehmen, dass sie Jesu Geburtsort an diesem Datum auffanden. Es komme gar nicht so sehr auf die drei Konjunktionen der beiden Planeten an, sondern dass jene sehr dicht beieinander erstmals seit 854 Jahren im Sternbild der Fische stillstanden und damit auf ein ungewöhnliches Ereignis hinwiesen.
D’Occhieppo betrachtet Mt 2,1–12 also wegen der inhaltlichen Details als schriftlichen Augenzeugenbericht der Weisen oder eines ihrer Begleiter, den der Evangelist Matthäus erhalten und abgeschrieben habe. Andere Astronomen unterstützen seine Theorie, etwa Theodor Schmidt-Kaler, der die Magier-Perikope wortstatistisch untersuchte. Ihre Popularität zeigt sich darin, dass sie jährlich zur Weihnachtszeit zum Standardprogramm von Planetarien gehört.
Manche Neutestamentler haben d’Occhieppos Theorie übernommen, so August Strobel (1996): Herodes habe die Jupiter-Saturn-Konjunktion 7/6 v. Chr. auch gesehen und nur „den Zeitraum, während dessen der Stern schien“, erfragt. Rainer Riesner (1999) empfahl d’Occhieppos Theorie in Begleittexten zu seinem Buch. Peter Stuhlmacher (2005) folgte d’Occhieppo und Strobel: Eine Konjunktion im Jahr 7/6 v. Chr. könne die in Mesopotamien angesehenen Magier veranlasst haben, nach Jerusalem zu ziehen; aber erst auf die Auskunft von Juden zur biblischen Messiasweissagung hätten sie Bethlehem gefunden.
Als Einwände werden genannt:
- Die Konjunktion führte nicht zu einer Verschmelzung der beiden Lichtpunkte, das sei ein Unterschied zu dem in Mt 2 beschrieben einzelnen Stern.[31]
- Matthäus gebrauche das griechische Wort für „Stern“ und nicht das für „Planet“ oder „Planetenkonstellation“. Man habe damals sehr wohl zwischen Fixsternen und Planeten unterscheiden können.[32] Dieser Einwand setzt voraus, dass der Evangelienautor diese Unterscheidung kannte.
- Es ist fraglich, ob Saturn für babylonische Astronomen der kosmische Repräsentant des Volkes Israel war.[33] Saturn wurde nach babylonischer Deutung mit dem Land Syrien verbunden, nach griechischer Deutung mit dem Gott Kronos, der in manchen antiken Zauberbüchern mit dem jüdischen Gott JHWH gleichgesetzt wurde – möglicherweise wegen des jüdischen Schabbat, der mit dem dies Saturni (lateinisch für Saturnstag, englisch Saturday) zusammenfiel. Eine Siebentage-Woche mit Planetennamen als Tagesnamen war bei den Babyloniern gebräuchlich. Trotzdem erscheint die Übertragung des Planeten Saturn auf das Judentum zweifelhaft, da dessen Verehrung im Tanach (Am 5,26 EU) und im NT Apg 7,43 EU geradezu als ein Zeichen des Abfalls vom Judentum erscheint.
- Heute sind mindestens vier Keilschrift-Tafeln bekannt, auf denen die Babylonier die Ephemeriden (Umlaufbahnen) von Planeten wie Saturn und Jupiter im Jahr 7 v. Chr. vorausberechnet haben. Dort spielte deren große Konjunktion keine Rolle. Ob die Babylonier ihr überhaupt Bedeutung beimaßen, ist daher ebenfalls zweifelhaft.[34]

### Andere
Aufgrund der Einwände gegen d’Occhieppos Theorie forschten einige Astronomen nach anderen Konjunktionen um die Zeitenwende und fanden weitere sehr enge Konjunktionen bzw. Bedeckungen, diesmal von Jupiter und Venus.
Am 12. August 3 v. Chr. passierte Venus den Jupiter im Sternbild des Löwen mit einem Abstand von 0°4′. Bei dieser Konjunktion schienen die Planeten mit bloßem Auge betrachtet fast miteinander zu verschmelzen. So waren sie als gemeinsamer Morgenstern in der Dämmerung zu sehen. Nach diesem Treffen mit Venus führte der „königliche“ Planet Jupiter seine Oppositionsschleife direkt oberhalb des Königsterns Regulus aus, wobei er dreimal in enge Konjunktion mit dem Hauptstern des Löwen kam.
Am 17. Juni 2 v. Chr. passierte die Venus erneut den Planeten Jupiter, mit einem minimalen Abstand von nur 26". Diese Konjunktion war ebenfalls im ganzen Nahen und Mittleren Osten sichtbar, dieses Mal am Westhimmel in der Abenddämmerung, während über dem entgegengesetzten Osthorizont der Vollmond stand. Zur Zeit des geringsten Abstands erschienen die beiden Planeten für das bloße Auge zu einem Punkt verschmolzen. Die Annäherung war zuvor über mehrere Wochen am nächtlichen Westhimmel zu verfolgen und daher gut als Wegweiser von Babylon oder Persien her geeignet.
Die symbolische Ausdeutung dieser astronomischen Ereignisse wird besonders mit Gen 49,9-10  begründet:

„Ein junger Löwe ist Juda. Vom Raub, mein Sohn, wurdest du groß. Er kauert, liegt da wie ein Löwe, wie eine Löwin. Wer wagt, sie zu scheuchen?
Nie weicht von Juda das Zepter, der Herrscherstab von seinen Füßen, bis der kommt, dem er gehört, dem der Gehorsam der Völker gebührt.“

Diese Theorie verlangt jedoch, das Todesjahr des Herodes auf einen späteren Zeitpunkt zu verlegen, als dies zumeist angenommen wird.

## Supernovatheorie

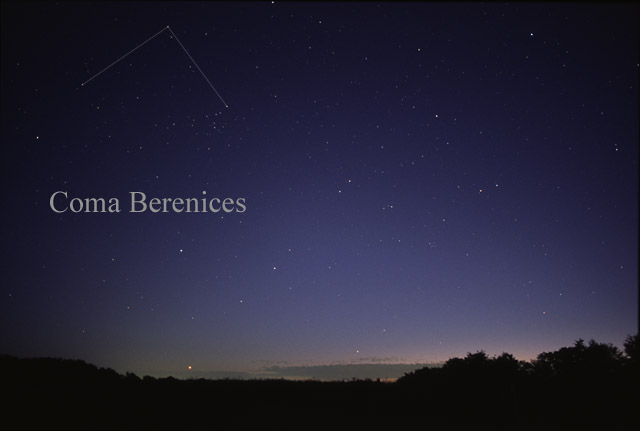
Das Sternbild Haar der Berenike, wie es mit dem bloßen Auge gesehen werden kann

Der Altorientalist Werner Papke nimmt an, der Stern von Betlehem sei eine Supernova gewesen, die im Sternbild Haar der Berenike aufgeleuchtet sei. Außerbiblische Erwähnungen einer solchen Supernova oder Überreste davon in diesem Sternbild sind nicht bekannt oder verloren. In Babylon habe man in dieser Gegend des Sternenhimmels die Gestalt einer Jungfrau gesehen, die den Namen „Erua“ trug. Die Keilschriftzeichen dieses Namens übersetzt Papke mit „diejenige, welche den in Eden verheißenen Samen gebären wird“. Darin sieht er eine Anspielung auf die Paradieserzählung in Gen 3,15  und die Ankündigung der Geburt eines Erlösers. Folglich sei das Sternbild der Jungfrau Erua „spätestens seit dem dritten Jahrtausend v. Chr. das himmlische Zeichen einer Jungfrau gewesen, die einen Sohn, einen männlichen Samen, gebären sollte, der bereits in Eden verheißen wurde.“ Die in Mt 2 genannten Sterndeuter seien Anhänger der Lehre Zarathustras gewesen und hätten seine Voraussage gekannt, ein „neuer Stern“ werde am Himmel die Geburt eines wunderbaren Knaben anzeigen, den sie anbeten sollten. Sie hätten auch Jes 7,14  gekannt: „Darum wird euch der Herr von sich aus ein Zeichen geben: Seht, die Jungfrau wird ein Kind empfangen, sie wird einen Sohn gebären und sie wird ihm den Namen Immanuel (Gott mit uns) geben.“ Diese Prophezeiungen hätten die Sterndeuter auf den Weg ins jüdische Land gebracht, nachdem die Supernova mitten im Sternbild Erua aufgeleuchtet habe. Papke datiert dieses Aufleuchten auf den Abend des 30. August 2 v. Chr. Dabei beruft er sich auf Offb 12 : In diesem Kapitel sei eine Konstellation des Mondes im Sternbild Erua beschrieben, die in dem in Frage kommenden Zeitraum nur abends an jenem 30. August möglich gewesen sei.
In Jerusalem angekommen hätten die Sterndeuter als endgültiges Ziel Bethlehem genannt bekommen. Von Jerusalem aus habe sie die Supernova, jetzt hoch am Himmel stehend und langsam westwärts ziehend, am Morgen des 28. November 2 v. Chr. nach Bethlehem geleitet. Dort angekommen habe sie über einem ganz bestimmten Haus genau im Zenit gestanden, während sie im heller werdenden Morgenhimmel verblasst sei.

## Horoskoptheorie
Der US-Astronom Michael R. Molnar veröffentlichte 1999 seine Theorie zum Stern von Betlehem: Er nimmt an, die magoi von Mt 2 seien Astrologen aus Mesopotamien (damals „Chaldäer“ genannt) gewesen, die sich an Horoskopen orientiert hätten. Sie seien nicht wegen eines Kometen, einer Konjunktion oder Nova nach Judäa gereist, sondern wegen einer bestimmten, geometrisch berechneten Relation zwischen Planeten und Sternbildern, die sie als Vorhersage der Geburt eines mächtigen Königs in Judäa gedeutet hätten. Er zog dazu griechische und römische Horoskope heran, die mit damaligen Königsgeburten in Verbindung gebracht wurden. Die Tetrabiblos des Claudius Ptolemäus, eine Zusammenstellung damaliger astrologischer Theorien, ordnete die von den Herodianern beherrschten Gebiete, darunter Judäa, dem Sternbild Widder zu. Demnach hätten damalige Astrologen eine Königsgeburt unter dem Zeichen des Widders in Judäa lokalisiert. Daraufhin suchte Molnar eine Planetenkonstellation, die für sie eine besonders bedeutende Königsgeburt in Judäa vorhergesagt haben könne:
Am 17. April des Jahres 6 v. Chr. habe Jupiter seinen heliakischen Aufgang im Sternbild Widder gehabt, und die Sonne sei darin ebenso wie die Venus „exaltiert“ gewesen. Dies hätten damalige Astrologen als Zeichen besonderer Macht gedeutet. Die „Regenten der Widderdreiheit“ seien alle in diesem Sternbild versammelt gewesen, Sonne und Mond hätten ihre planetarischen „Diener“ nahebei gehabt. Zudem sei noch am selben Tag eine Jupiterbedeckung durch den Mond erfolgt. Dieses außergewöhnliche Zusammentreffen könne die Astrologen tatsächlich zur Reise nach Judäa veranlasst haben. Deshalb seien sie nach Westen gezogen, obwohl die von Mt 2 überlieferte Aussage „wir haben seinen Stern hervorkommen gesehen“ für sie den heliakischen Aufgang – also im Osten – bedeutete. Auch dass sie zuerst nach Jerusalem zogen, der Haupt- und Königsstadt Judäas, sei so erklärlich. Dort könnten sie nach Details aus den Prophezeiungen gefragt haben, um mehr über den möglichen Geburtsort Jesu zu erfahren. Das damalige Desinteresse der Judäer an Astrologie erkläre, dass keine damalige jüdische Quelle eine Himmelserscheinung vermerkte.
Molnars Theorie gilt manchen Autoren als Lösungsangebot für einige Schwächen der Kometen-, Konjunktions- und Nova-Theorien. Unbelegt ist, dass Planetenkonstellationen um die Zeitenwende in Mesopotamien tatsächlich so gedeutet wurden, wie es das Tetrabiblos aus dem zweiten Jahrhundert nahelegt. Dieses Werk gilt als Kompendium der Astrologie des gesamten Hellenismus, da es an der Bibliothek von Alexandria erstellt wurde und laut Ptolemaios eine Epoche von 1000 Jahren umfassen sollte. Auch dann bleibt offen, wie der Jupiteraufgang im Osten die Sterndeuter genau an den Geburtsort Jesu leitete, wie ihr Bericht davon zu einem Evangelisten gelangte und warum damalige jüdische Quellen davon schweigen.